# Queens of the Stone Age (album)
Queens of the Stone Age er det selvtitlede debutalbum fra det amerikanske rockband Queens of the Stone Age. Albummet blev udgivet af pladeselskabet Loosegroove Records, som var drevet af Pearl Jam guitaristen Stone Gossard d. 22 September, 1998. LP-versionen blev udgivet i tre begrænsede udgaver under Frank Kozik's pladeselskab Man's Ruin Records. Der er for nylig opdaget flere forfalskede udgaver af albummet til salg på hjemmesider som eBay.